# Brestová (Berg)
Die Brestová ist ein Berg in der slowakischen Westtatra sowie deren geomorphologischen Teil Roháče mit einer Höhe von 1902,6 m n.m. Der Berg erhebt sich am Hauptkamm im westlichen Teil von Roháče, im Bergmassiv des Salatín, von dem er durch den Sattel Parichvost getrennt ist. Nördlich fällt der Berg Richtung Tal Dlhá jama als Seitental der Roháčska dolina ab und erhebt sich östlich des Talschlusses von Bobrovecká dolina.
Der Bergname leitet sich von den einst in der Gegend vorkommenden Ulmen (slowakisch Sg. brest) ab. Den gleichen Namen trägt auch die etwa vier Kilometer nördlich gelegene Weide östlich von Zuberec.
Über den Gipfel führt ein rot markierter Wanderweg durch den Hauptkamm der Westtatra. Von einem 1933 m n.m. hohen Gipfel südöstlich von Brestová verläuft ein blau markierter Wanderweg nach Zverovka.